# 駒形哲哉
駒形 哲哉（こまがた てつや、1965年 - ）は、日本の経済学者。慶應義塾大学経済学部教授。専攻は中国経済。現在研究している分野は、中国の中小企業、中国の軍事問題。
東亜同文会の後身である財団法人霞山会において、財団法人霞山会研究交流諮問委員を務め、中国マクロ経済分析及びアジア調査を行っている。中国経営管理学会（理事）、日本中小企業学会（理事）、アジア経営学会、アジア政経学会、比較経済体制学会所属。

## 経歴
慶應義塾志木高等学校を経て、1988年、慶應義塾大学経済学部経済学科卒業。インドネシアに住んでいた幼少期に中国人に関心を持ち、日本に帰国後、中国の報道がよく流れるようになったこともあり、大学でも中国について学ぼうと思い中国経済のゼミに入る。1989年9月～1990年7月、中国南開大学に留学。獨協大学、敬愛大学、財団法人霞山会講師を経て、2003年より慶應義塾大学経済学部准教授、2011年より教授。2021年10月より経済学部長（任期2年）。
経済の実証的な研究のためには、現場感覚が必要であるとの考えを持ち、大学の講義でも一部現場調査を取り入れている。遅刻や欠席、授業中の私語には非常に厳しいことで知られる。

## 著書
- 「移行期　中国の中小企業論」（税務経理協会）※本作で中小企業研究奨励賞を受賞
- 「軍事工業一軍民転換とその戦略的背景」 『日中経協ジャーナル』 第74号
- 「東アジアものづくりのダイナミクス」 明徳出版社 2010年
- 「軍事財政『中国をめぐる安全保障』」 ミネルヴァ書房 2007年
- 「解放軍ビジネスと国防工業（軍民転換・軍民兼容）『中国をめぐる安全保障』」 ミネルヴァ書房 2007年